# OGK-1
OGK-1 o La Primera Compañía de Generación de Mercado Mayorista de Electricidad es una importante empresa rusa formada por la fusión de seis compañías de generación de electricidad.

## Historia
La compañía fue fundada en 2005 por la fusión de seis plantas de electricidad en una compañía. Antes del 1 de julio de 2008, en torno del 92% de las acciones de la compañía eran propiedad de RAO UES, la compañía holding de control estatal rusa. Como resultado de la reforma del mercado eléctrico, el 43% de las acciones fueron transferidas de la Compañía Federal de Red Eléctrica Rusa, el 23% a RusHydro, y el 34% fue distribuida entre accionistas minoritarios.
El 17 de marzo de 2009 los el 61,9% de las acciones con derecho a voto fueron transferidas a Inter RAO UES por un periodo de 5 años con derecho a extenderlo 5 años más. A partir del 6 de julio de 2009 los poderes del cuerpo ejecutivo de OGK-1 fueron transferidos a Inter RAO UES.

## Operaciones
OGK-1 opera las siguientes centrales eléctricas:
- Permskaya GRES – 2.400 MW,
- Nizhnevartovskaya GRES – 1.600 MW
- Iriklinskaya GRES – 2.430 MW
- Kashirskaya GRES - 1.580 MW
- Verkhne-Tagilskaya GRES – 1.497 MW
- Urengoyskaya GRES - 24 MW.

La capacidad instalada de estas centrales eléctricas es de en torno de 9,500 MW. Esto comprende alrededor del 5,5% de la capacidad de generación de RAO UES.
La potencia de salida de las plantas eléctricas de OGK-1 en 2006 era de en torno de 48 TW.